# Fratè
Pour plus de détails, voir Fiche technique et Distribution.
Fratè est une comédie française réalisée par Karole Rocher et Barbara Biancardini et sortie en 2022.

## Synopsis
Alors qu'il vient d'enterrer son père, dans un village du maquis corse, Dumè se découvre l'existence d'un demi-frère, Lucien. Les deux hommes héritent du patriarche et, pour cela, doivent cohabiter le temps d'un mois. Sur fond de légitimité culturelle et d’héritage immobilier, un rapport de force va s’installer entre Lucien, le fils de sang, et Dumè, le fils adoptif.

## Fiche technique
- Titre original : Fratè
- Réalisation : Karole Rocher et Barbara Biancardini
- Scénario : Thomas Ngijol et Patrick Rocher
- Musique : Ange-Marie Bisgambiglia
- Décors : Florent Chicouard
- Costumes : Thomas Marini
- Photographie : Guillaume Dreujou
- Montage : Christophe Pinel
- Production :
- Sociétés de production : Kallouche Cinéma
- Société de distribution : Le Pacte
- Pays de production :  France
- Langue originale : français
- Format : couleur — 2,35:1
- Genre : Comédie
- Durée : 85 minutes
- Dates de sortie :
  - France : 15 juin 2022

## Distribution
- Thomas Ngijol : Dumè
- Samir Guesmi : Lucien
- Marie-Ange Geronimi : Angelina
- Jean-Pierre Lanfranchi : Albert
- Aurélien Gabrielli : Laurent
- Karole Rocher : Carmen
- Gina Jimenez : Livia
- Cédric Appietto : Jean Do

## Accueil

### Critique
En France, le site Allociné recense une moyenne de 2,9/5 pour un ensemble de 13 critiques presses.

### Box-office
Le premier jour de son exploitation en France, le film se place en seconde position du box-office en engrangeant 7 197 entrées, dont 2 248 en avant-première, pour 360 copies, derrière Incroyable mais vrai (25 101) et devant Je tremble ô matador (1 905). Au bout d'une semaine, le film se positionne à la 6e place du box-office, avec 38 648 entrées, derrière Doctor Strange 2 (64 865) et devant C'est Magnifique ! (25 220).